# O・W・フィッシャー
O・W・フィッシャー（O. W. Fischer, 1915年4月1日 - 2004年1月29日）は、オーストリアの俳優。略さずにオットー・ウィルヘルム・フィッシャー（Otto Wilhelm Fischer）とも。

## 来歴
旧オーストリア＝ハンガリー帝国のクロスターノイブルク（現・オーストリア）生まれ。名門ウィーン大学で文学と歴史を学び、またマックス・ラインハルト演劇学校で演技を学ぶ。
映画デビューは1936年の『ブルグ劇場』。二枚目で教養溢れる精悍なマスクとがっしりした体格を持ち、数々の映画で主役を演じ、紳士的魅力と渋い演技で「ドイツのケーリー・グラント」と呼ばれ、長い人気を保った。舞台俳優としても名高く、1938年から1944年まではウィーン（当時はアンシュルスによってドイツ領となっていた）のフォルクス劇場（Volkstheater (Wien)）のメンバー、終戦後の1945年から1952年までは同じウィーンの有名なブルク劇場（Burgtheater）のメンバーとして活躍した。1970年代以降は主にテレビドラマで活躍した。
1955年には、数奇な運命をたどったことで知られる旧バイエルンの国王であるルートヴィヒ2世を描いた旧西ドイツ映画『ルートヴィヒ2世 - ある王の栄光と没落』（カラー作品）でタイトル・ロールのルートヴィヒ2世を演じた。ちなみに、エリザベートはルート・ロイヴェリクが、オットー1世はクラウス・キンスキーが演じた。撮影は前年の1954年8月3日にクランクインし、3ヶ月後の11月11日にクランクアップした。ルートヴィヒ2世ゆかりの地であるノイシュヴァンシュタイン城などでロケも行われた。この作品でドイツ映画賞主演男優賞を受賞。
1958年に出演した旧西ドイツ映画『Helden』（カラー作品、英語題：『Arms and the Man』、日本未公開）は第31回アカデミー賞外国語映画賞にノミネートされた。そして、2度目のドイツ映画賞主演男優賞を受賞した。
同じ1958年（昭和33年）8月15日から19日にかけて、旧西ドイツ映画『Peter Voss, der Millionendieb』（カラー作品、日本未公開）の日本ロケのため、ワルター・ギラー、イングリッド・アンドレら共演者とスタッフ達と総勢19人で来日。東京国際空港（羽田空港）、椿山荘、上野東照宮などでロケを行った。
1959年に出演した映画『グランド・ホテル』はヴィッキイ・バウム原作で、同じ原作のグレタ・ガルボ主演で有名なハリウッド映画『グランド・ホテル』（1932年）のヨーロッパ版リメイク。フランスの女優ミシェル・モルガンと共演した。
ドイツ連邦共和国功労勲章を受章している（大功労十字章）。
1942年8月13日、女優の妻・アンナと結婚。1960年代からはスイスのティチーノ州に妻と移住。1985年に妻と死別。
アンナと死別してから約20年後の2004年1月29日、スイスの同州ルガーノで死去。死去のニュースは日本でも報じられた。墓もルガーノ近郊にある。

## 主な映画出演
- 『ブルグ劇場』　Burgtheater (Film)　（1936年）（日本でDVD発売）
- 『ルートヴィヒ2世 - ある王の栄光と没落』[1]　Ludwig II. – Glanz und Elend eines Königs　（1955年）
- 『ナポレオン』　Napoléon (film, 1955)　（1955年）（日本でVHS発売）
- 『大いなる不倫』　 Herrscher ohne Krone　（1957年）
- 『グランド・ホテル』　Menschen im Hotel　（1959年）
  - 同1959年に東京で開催されたドイツ映画祭で上映。
- 『アンクル・トム』　Onkel Toms Hütte　（1965年）
  - ヨーロッパで映画化。アンクル・トム役はジョン・キッツミラー（John Kitzmiller）。他の出演はフランスの女優ミレーヌ・ドモンジョ。

## 注
1. ↑  日本未公開であったが、2007年3月、東京のアテネ・フランセ文化センターで「ヘルムート・コイトナー（Helmut Käutner）監督特集」が開催され、その中で日本語字幕付きでDVD上映された。
アテネ・フランセ 2007年1月・2月・3月上映スケジュール, ゲーテ・インスティトゥート公式HPでの紹介